# Arnaldo Momigliano
Arnaldo Dante Momigliano KBE (Caraglio, 5 september 1908 – Londen, 1 september 1987) was een Italiaans historicus bekend door zijn onderzoek naar historiografie, gekarakteriseerd door Donald Kagan als de "world’s leading student of the writing of history in the ancient world" (vertaald: 's werelds voornaamste navorser van het geschiedschrijven in de antieke wereld).

## Een selectie van zijn belangrijkste werken
- The Conflict Between Paganism and Christianity in the Fourth Century (1963)
- Studies in Historiography (1966)
- The Development of Greek Biography: Four Lectures (1971; herwerkt en uitgebreid, 1993)
- Alien Wisdom : The Limits of Hellenization (1976)
- Essays in Ancient and Modern Historiography (1977)
- How to Reconcile Greeks and Trojans (1983)
- On Pagans, Jews and Christians (1987)
- The Classical Foundations of Modern Historiography (1991) (postuum)